# Черночела сврачка
Черночелата сврачка (Lanius minor) е дребна пойна птица от семейство Сврачкови срещаща се и в България от април до септември. Дължината ѝ варира от 19-21 cm. Черната маска минава над очите за разлика от сивата сврачка. Този вид птици предпочитат да си правят гнездо в сухите низини или по високи телефонни стълбове, както повечето от другите видове сврачки. Те зимуват в южните части на Африка, в областта на пустинята Калахари.

## Характеристики
Двата пола на черночелата сврачка се различават по тегло и размер. Мъжките са предимно по колоритни, докато женските са по-еднообразни в цветове. Женските могат да се различат от мъжките по цвета на перата им- горната част на крилото е оцветено в по-черно, а долната част в тъмно кафяво.

## Начин на живот и хранене
Тези видове птици се хранят с предимно големи насекоми, малки птички и гущерчета.